# Colmey
Colmey település Franciaországban, Meurthe-et-Moselle megyében. Lakosainak száma 244 fő (2022. január 1.). Colmey Charency-Vezin, Grand-Failly, Longuyon, Petit-Failly, Saint-Jean-lès-Longuyon és Villette községekkel határos.

## Népesség
A település népességének változása:
| Lakosok száma | 341  | 321  | 273  | 275  | 264  | 259  | 250  | 244  | 242  | 244  |
|               | 1968 | 1982 | 1990 | 2006 | 2013 | 2015 | 2017 | 2019 | 2020 | 2022 |